# Tardy Brothers
Tardy Brothers (engl. Tardy-Brüder) ist der Name eines US-amerikanischen Death-Metal-Projekts aus Gibsonton, Florida. Es wurde im Jahr 2008 gegründet und besteht im Wesentlichen aus den Brüdern John und Donald Tardy, die als Mitglieder der Band Obituary bekannt wurden.

## Geschichte
Das Debütalbum Bloodline erschien im Jahr 2009 bei dem britischen Plattenlabel Candlelight Records. Die Lieder des Albums entstanden über einen längeren Zeitraum, bis sie schließlich aufgenommen wurden:

„Donald und ich jammen ständig zusammen und machen uns Gedanken über Musik. [...] Wir hatten bloß bis zum Bau unseres eigenen Tonstudios keine Zeit, die Lieder fertigzustellen und aufzunehmen.“

Als Gastgitarristen spielten auf Bloodline der damals neu zu Obituary gestoßene Ralph Santolla (auch bei Deicide, sowie zuvor Death und Iced Earth), John Li (Order of Ennead), Jerry Tidwell (Mitte der 1980er zusammen mit den Tardy-Brüdern Mitglied der Obituary-Vorgängerband Xecutioner) und Scott Johnson. Die Liedtexte des Albums stammen von John Tardy, die Musik von Donald Tardy, mit Ausnahme des von Santolla geschriebenen und aufgenommenen Liedes Wired. Das Cover zeigt einen auf den Betrachter zufahrenden, blutbespritzten Sattelzug. Das stilisierte Logo „TB“ auf dessen Kühlergrill wurde von Andreas Marschall entworfen.
Ein erster Liveauftritt der Band soll am 22. Oktober 2011 in Tampa stattfinden.

## Diskografie
- 2009: Bloodline (Candlelight Records)

## Stil

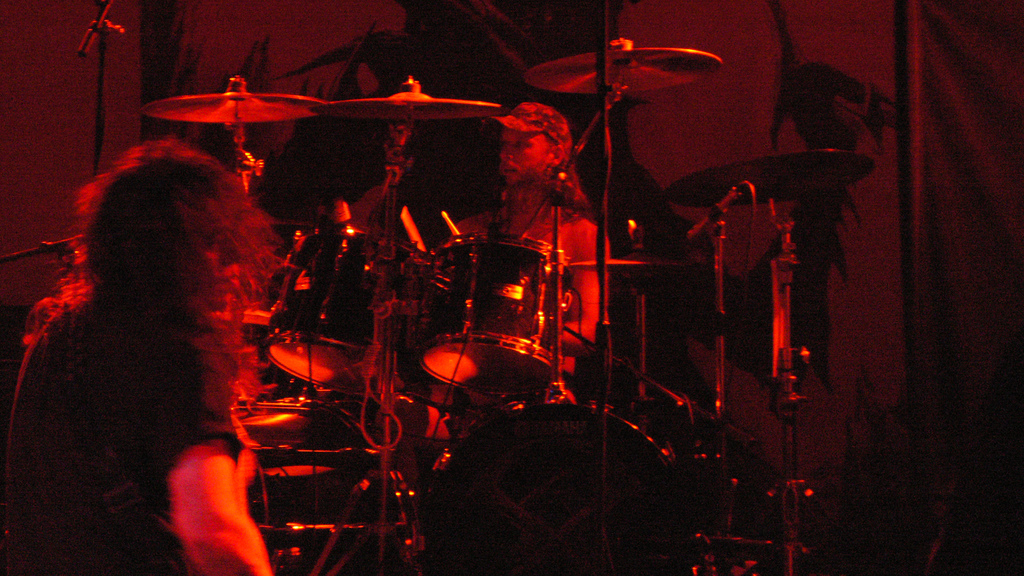
Donald Tardy live mit Obituary (2007)

Obwohl es Ziel der Musiker war, nicht wie Obituary zu klingen, unterscheidet sich die Musik der Tardy Brothers abgesehen von einem leichten Rock-Einschlag nur in geringem Maß von ihrer Hauptband. Auffällig ist der Klang der Gitarren, der im Gegensatz zu Obituary weniger verzerrt aufgenommen wurde und den Gastgitarristen Raum für Soli und akustische Einschübe bietet.